# San Martín (Cesar)
Pour les articles homonymes, voir San Martín.
San Martín est une municipalité située dans le département de Cesar, en Colombie.